# 홍콩의 만 목록
다음은 홍콩의 만 목록이다.

## 홍콩섬
북서쪽부터 시계 방향:
- 벨처 만
- 완자이
- 코즈웨이베이
- 쿼리 베이
- 앨드리치 베이
- 사우케이완
- 라이문 만
- 차이완
- 시우사이완
- 응안완
- 빅 웨이브 베이
- 섹오완
- 아일랜드 베이
- 타이탐완
- 토테이완
- 터틀 코브
- 퉁타우완
- 스탠리 베이
- 충홈완
- 사우스 베이
- 미들 베이
- 리펄스 베이
- 딥 워터 베이
- 타이슈완
- 포청완
- 샴완
- 섹파이완
- 틴완
- 켈렛 베이
- 폭포 만
- 텔레그래프 베이
- 샌디 베이

## 가우룽 및 신가우룽
서쪽에서 동쪽으로:
- 라이치콕 만
- 청사완
- 훙홈 베이
- 토콰완
- 응아우치완
- 가우룽 베이
- 군통차이완

## 신계 (신가우룽 제외)

### 튄문 및 윈롱
- 캐슬 피크 베이
- 하우호이완

### 췬완 및 콰이칭
- 췬완
- 진드링커스 베이
- 남완
- 타이남완
- 사이초완
- 웍타이완

### 북구 및 다이포
- 미어스 베이
- 호이하완
- 플로버 코브

### 사틴 및 사이궁
- 클리어 워터 베이
- 조스 하우스 베이
- 정크 베이
- 롱케완
- 팍랍완
- 팍사완
- 포토이오
- 실버스트랜드 해변
- 사틴호이
- 야우유엣완

### 란타우섬
- 둥충만
- 타이호완
- 시우호완
- 페니즈 베이
- 위깅완
- 님슈완
- 실버마인 베이
- 치마완
- 푸이오완
- 토카우완

## 같이 보기
- 홍콩의 지리
- 홍콩의 지역 목록